# ريو أوكو
ريو أوكو (باليابانية: 奥井 諒) (7 مارس 1990 في تويوناكا في اليابان – )؛ هو لاعب كرة قدم ياباني سابق كان يلعب كمدافع.

## وصلات خارجية
- ريو أوكو على موقع الاتحاد الدولي (مؤرشف)  (الإنجليزية)
- ريو أوكو على موقع رابطة كرة القدم اليابانية للمحترفين (اليابانية)
- ريو أوكو على موقع قاعدة بيانات كرة القدم.إي يو (الإنجليزية)
- ريو أوكو على موقع Soccerway.com (الإنجليزية)
- ريو أوكو على موقع عالم كرة القدم.نت (الإنجليزية)
- ريو أوكو على موقع كووورة